# Artesanos
Pour plus de détails, voir Fiche technique et Distribution.
Artesanos est un film documentaire espagnol réalisé en 2011.

## Synopsis
Les artisans de la médina de Marrakech discutent de la perte des valeurs et d’une forme de vie traditionnelle, alors que les touristes passent, étrangers à cette réalité. Les produits Made in China et la multiplication des objets en plastique ne leur permettent plus de vivre convenablement de leur savoir-faire.

## Fiche technique
- Réalisation : Albert Albacete
- Production : ECIB
- Scénario : Albert Albacete
- Image : Pau Mirabet
- Montage : Ogadenia Sanchez
- Son : Esteve Renom Miguel Perez Calvo